# Alan Soñora
Alan Soñora (Nova Jérsei, 3 de agosto de 1998) é um futebolista norte-americano, de ascendência argentina, que atua como meia-atacante. Atualmente defende o Cerro Porteño.

## Carreira

### Independiente
Nascido nos Estados Unidos, Alan Soñora jogou no Boca Juniors e no Independiente nas categorias de base. Ele foi transferido para a equipe profissional do Independiente na temporada 2019-20, com o técnico Sebastián Beccacece selecionando-o como reserva cinco vezes no Campeonato Argentino e na Copa Sul-Americana nos primeiros meses pelo elenco profissional.
A estreia profissional de Alan Soñora aconteceu no dia 26 de setembro de 2019, quando ele entrou como substituto na vitória fora de casa sobre o Defensa y Justicia por 1–0, pela Copa Argentina de 2019–20. Seu primeiro gol aconteceu no dia 6 de dezembro de 2020, em uma vitória em casa por 1–0 sobre o Defensa y Justicia, pela Copa da Liga Profissional de 2020.
Alan Soñora acabou deixando o clube após não chegar a um acordo para sua renovação de contrato, tornando-se jogador livre no mercado a partir de 1 de janeiro de 2023. Pelo Independiente, Alan Soñora fez 87 partidas e marcou 11 gols.

### Juárez
Em 7 de fevereiro de 2023, Alan e seu irmão Joel Soñora foram anunciados como novos jogadores do Juárez, da Primeira Divisão do México. Sua estreia aconteceu no dia 14 de fevereiro, entrando como substituto em um empate fora de casa por 0–0 com o Tigres UANL.[carece de fontes?]
No dia 18 de julho de 2023, Alan Soñora rescindiu seu contrato com o Juárez, tendo disputado apenas 8 partidas pelo clube e marcado nenhum gol.

### Huracán
No dia 8 de setembro de 2023, o Huracán, da Argentina, anunciou a contratação do meia Alan Soñora. Ele assinou contrato com sua nova equipe até dezembro de 2024.

### Cerro Porteño
Em 14 de janeiro de 2025, Soñora foi anunciado como novo reforço do Cerro Porteño, do Paraguai.

## Seleção Norte-Americana
Apesar de ser elegível tanto para a Seleção Argentina, por causa de seu pai, quanto para os Estados Unidos por causa de seu local de nascimento; Alan expressou sua preferência pelos Estados Unidos para jogar com o irmão, também jogador de futebol, Joel Soñora.
Foi incluído por Anthony Hudson na convocação dos Estados Unidos para os amistosos de janeiro de 2023, sendo a sua primeira convocação oficial para a seleção. Sua estreia aconteceu no dia 25 de janeiro, contra a Sérvia.

## Vida pessoal
Seu irmão, Joel Soñora, também é jogador de futebol. Eles são filhos de Diego Soñora, que jogava na MLS quando nasceram; motivo pelo qual possuem nacionalidade norte-americana.

## Estatísticas
Atualizado até 29 de julho de 2023.

### Clubes
| Equipe            | Temporada         | Campeonato nacional | Campeonato nacional | Campeonato nacional | Copa nacional[a] | Copa nacional[a] | Copa nacional[a] | Competições continentais[b] | Competições continentais[b] | Competições continentais[b] | Outros torneios[c] | Outros torneios[c] | Outros torneios[c] | Total | Total | Total   |
| Equipe            | Temporada         | Jogos               | Gols                | Assist.             | Jogos            | Gols             | Assist.          | Jogos                       | Gols                        | Assist.                     | Jogos              | Gols               | Assist.            | Jogos | Gols  | Assist. |
| ----------------- | ----------------- | ------------------- | ------------------- | ------------------- | ---------------- | ---------------- | ---------------- | --------------------------- | --------------------------- | --------------------------- | ------------------ | ------------------ | ------------------ | ----- | ----- | ------- |
| Independiente     | 2019–20           | 3                   | 0                   | 1                   | 1                | 0                | 0                | 1                           | 0                           | 0                           | —                  | —                  | —                  | 5     | 0     | 1       |
| Independiente     | 2021              | 30                  | 5                   | 4                   | 1                | 0                | 0                | 9                           | 0                           | 0                           | —                  | —                  | —                  | 40    | 5     | 4       |
| Independiente     | 2022              | 34                  | 4                   | 2                   | 2                | 0                | 0                | 6                           | 2                           | 0                           | —                  | —                  | —                  | 42    | 6     | 2       |
| Independiente     | Total             | 67                  | 9                   | 7                   | 4                | 0                | 0                | 16                          | 2                           | 0                           | 0                  | 0                  | 0                  | 87    | 11    | 7       |
| Juárez            | 2022–23           | 8                   | 0                   | 1                   | —                | —                | —                | —                           | —                           | —                           | —                  | —                  | —                  | 8     | 0     | 1       |
| Juárez            | Total             | 8                   | 0                   | 1                   | 0                | 0                | 0                | 0                           | 0                           | 0                           | 0                  | 0                  | 0                  | 8     | 0     | 1       |
| Total na carreira | Total na carreira | 75                  | 9                   | 8                   | 4                | 0                | 0                | 16                          | 2                           | 0                           | 0                  | 0                  | 0                  | 95    | 11    | 8       |

- a. ^ Jogos da Copa Argentina
- b. ^ Jogos da Copa Sul-Americana
- c. ^ Jogos de outros torneios

### Seleção Norte-Americana
| Ano   |       |      |         |
| Ano   | Jogos | Gols | Assist. |
| ----- | ----- | ---- | ------- |
| 2023  | 5     | 0    | 0       |
| Total | 5     | 0    | 0       |

| Ano   |       |      |         |
| Ano   | Jogos | Gols | Assist. |
| ----- | ----- | ---- | ------- |
| 2023  | 5     | 0    | 0       |
| Total | 5     | 0    | 0       |

## Títulos
Estados Unidos
- Liga das Nações da CONCACAF: 2022–23